# Ne me quitte pas (álbum)

## Histórico
Jacques Brel, quien dejó los escenarios en 1967 y que cesó de grabar en 1968 para consagrarse al cine y a su pasión, la aviación, no dejó de estar sujeto a contrato con su discográfica. Este contrato estipulaba que tenía que proporcionar al menos un álbum por año a Barclay, obligación que Brel no cumplía desde hacía cuatro años.
A falta de canciones nuevas que proponer, sin duda presionado amistosamente por Eddie Barclay para que sacara algo,  Brel decide regrabar, con unos arreglos puestos al día, once de sus grandes éxitos. Diez de ellos habían sido grabados inicialmente en su época con Phillips. En cuanto a la canción Les biches, que había sido creada y grabada en directo en el Olympia en 1961, Brel la había grabado al año siguiente para el álbum Les bourgeois, su primera publicación para Barclay.
El arreglista François Rauber afirmará más tarde que según él estas nuevas grabaciones no igualan las originales.

## Lista de los títulos
Textos y músicas de Jacques Brel, salvo indicación contraria. La lista de los títulos está establecida según la edición CD de 2003.
| N.º | Título | Duración |  |

| N.º | Título                     | Duración |  |
| 1.  | «Ne me quitte pas»         | 4:10     |  |
| 2.  | «Marieke»                  | 2:56     |  |
| 3.  | «On n'oublie rien»         | 3:05     |  |
| 4.  | «Les flamandes»            | 2:36     |  |
| 5.  | «Les Prénoms de Paris»     | 2:32     |  |
| 6.  | «Quand on n'a que l'amour» | 3:11     |  |
| 7.  | «Les biches»               | 4:20     |  |
| 8.  | «Le prochain amour»        | 4:17     |  |
| 9.  | «Le moribond»              | 3:19     |  |
| 10. | «La Valse à mille temps»   | 4:40     |  |
| 11. | «Je ne sais pas»           | 3:09     |  |

## Créditos
- Arreglos y dirección de orquesta : François Rauber
- Sonido : Claude Achallé
- Créditos visuales : Alain Marouani